# ディスーク
座標: 北緯30度7分 東経30度38分 / 北緯30.117度 東経30.633度
ディスーク（アラビア語: دسوق）は、エジプトの都市。アレクサンドリアから85km東にあり、カフル・アッシャイフ県に属する。人口約129,604人（2009年）。